# Deelemania nasuta
Deelemania nasuta is een spinnensoort in de taxonomische indeling van de hangmatspinnen (Linyphiidae).
Het dier behoort tot het geslacht Deelemania. De wetenschappelijke naam van de soort werd voor het eerst geldig gepubliceerd in 1988 door Robert Bosmans.